# Kevin Eastman

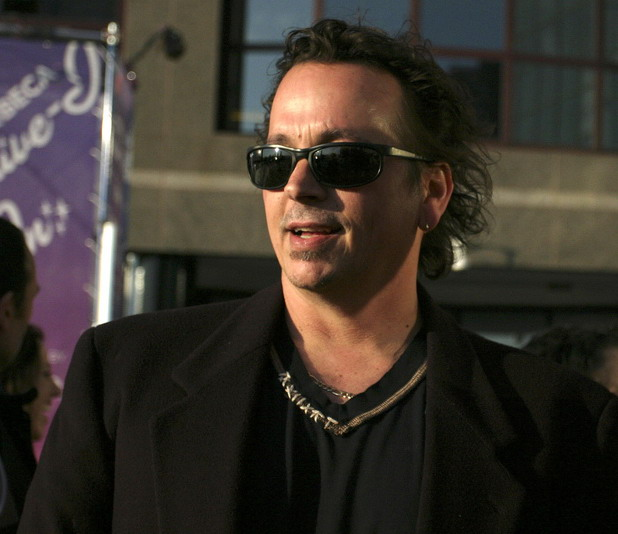

Kevin Brooks Eastman (30 mei, 1962, Portland, Maine) is een Amerikaanse stripauteur. Hij is medebedenker (samen met Peter Laird) van de Teenage Mutant Ninja Turtles. Eastman is de eigenaar, redacteur en uitgever van het tijdschrift Heavy Metal.  
Eastman is de oprichter van het Words and Pictures Museum, een museum exclusief gewijd aan striptekenkunst in zijn toenmalige thuisstad Northampton, Massachusetts. Eastman richtte ook de uitgeverij Tundra Comics op. Dit bedrijf haalde het niet - volgens critici omdat het de snel uit wilde breiden - en sloot na drie jaar. De mislukking kostte Eastman $14.000.000,-. 
Eastman is getrouwd met B-filmactrice en model Julie Strain. Strain is vooral bekend als stemactrice uit de animatiefilm Heavy Metal 2000, de  direct-naar-video-sequel op de film Heavy Metal uit 1981.
Eastman probeerde ooit een 24-hour comic maar faalde, maar besloot zelfs na die 24 uur door te blijven werken aan de strip. Zijn methode over de keuze wat te doen nadat de 24 uur op zijn wordt ook wel de Eastman Variation genoemd.
Eastman is naast stripauteur ook acteur en filmproducent. Hij heeft in verschillende films gespeeld met zijn vrouw. In 2023 sprak Eastman de stem in van Good Human in de film Teenage Mutant Ninja Turtles: Mutant Mayhem.
Eastman woont op een ranch buiten Scottsdale, Arizona.